# Championnat de Grèce de football 1999-2000
Navigation
Saison précédente Saison suivante
La saison 1999-2000 du Championnat de Grèce de football était la 52e édition de la première division grecque.
Lors de cette saison, l'Olympiakos, triple tenant du titre, a tenté de conserver son titre de champion de Grèce face aux dix-sept meilleurs clubs grecs lors d'une série de matchs se déroulant sur toute l'année. Les dix-huit clubs participants au championnat ont été confrontés à deux reprises aux dix-sept autres. À la suite du passage à 16 clubs au lieu de 18 clubs, le système de promotion-relégation est modifié pour cette saison (cf paragraphe "Classement").
À l'issue de la saison, l'Olympiakos termine en tête pour la 4e année consécutive et remporte le championnat de Grèce pour la 29e fois de son histoire, avec 4 points d'avance sur le Panathinaikos et ... 26 sur le 3e, l'AEK Athènes.

## Qualifications en Coupe d'Europe
À l'issue de la saison, le club champion se qualifie pour la Ligue des champions 2000-00 tout comme le vice-champion. Le vainqueur de la Coupe de Grèce est désormais qualifié pour la Coupe UEFA 2000-2001, tout comme les clubs classés 3e, 4e et 5e à l'issue de la saison (Si le vainqueur de la Coupe finit à l'une de ces places, c'est le club classé 6e qui se qualifie pour cette compétition). Enfin, un club dispute la Coupe Intertoto 2000.

## Les 18 clubs participants
| Club                | Classement 1998-99 | Stade                        | Capacité | Ville         |
| ------------------- | ------------------ | ---------------------------- | -------- | ------------- |
| AEK Athènes         | 2                  | Stade Olympique              | 71 030   | Athènes       |
| Apollon Smyrnis     | 14                 | Stade Georgios Kamaras       | 14 200   | Athènes       |
| Aris Salonique      | 6                  | Stade Harilaou               | 18 308   | Salonique     |
| Ethnikos Asteras    | 11                 | Stade Michalis Kritikopoulos | 4 851    | Kaisariani    |
| Ionikos Le Pirée    | 5                  | Stade Dimotico-Neapoli       | 6 300    | Le Pirée      |
| Iraklis Salonique   | 9                  | Stade Kaftantzoglio          | 28 000   | Thessalonique |
| PAE Kalamata        | Beta Ethniki       | Stade de Kalamata            | 10 000   | Kalamata      |
| AO Kavala           | 10                 | Stade de Kavala              | 12 500   | Kavala        |
| OFI Crete           | 8                  | Stade Pankritio              | 26 240   | Heraklion     |
| Olympiakos Le Pirée | 1                  | Stade Karaiskaki             | 33 334   | Le Pirée      |
| Panachaiki          | Beta Ethniki       | Stade Pampeloponnisiako      | 23 588   | Patras        |
| Panathinaikos       | 3                  | Stade Olympique              | 71 030   | Athènes       |
| Paniliakos FC       | 13                 | Stade de Pyrgos              | 6 750    | Pyrgos        |
| Panionios           | 15                 | Stade Nea Smyrnis            | 11 700   | Athènes       |
| PAOK Salonique      | 4                  | Stade de Toúmba              | 28 701   | Thessalonique |
| AO Proodeftiki      | 12                 | Stade Nikaias                | 4 361    | Korydallos    |
| AO Trikala          | Beta Ethniki       | Stade de Trikala             | 15 000   | Trikala       |
| AO Xanthi           | 7                  | Stade de Xanthi              | 7 422    | Xanthi        |

## Compétition

### Classement
Le barème de points servant à établir le classement se décompose ainsi :
- Victoire : 3 points
- Match nul : 1 point
- Défaite, forfait ou abandon du match : 0 point

| Rang | Équipe            | Pts | J  | G  | N  | P  | Bp | Bc | Diff |
| ---- | ----------------- | --- | -- | -- | -- | -- | -- | -- | ---- |
| 1    | Olympiakos (T)    | 92  | 34 | 30 | 2  | 2  | 86 | 18 | +68  |
| 2    | Panathinaikos     | 88  | 34 | 28 | 4  | 2  | 92 | 24 | +68  |
| 3    | AEK Athènes (C)   | 66  | 34 | 20 | 6  | 8  | 69 | 39 | +30  |
| 4    | OFI Crete         | 63  | 34 | 18 | 9  | 7  | 60 | 44 | +16  |
| 5    | PAOK Salonique    | 55  | 34 | 15 | 10 | 9  | 64 | 44 | +20  |
| 6    | Iraklis Salonique | 50  | 34 | 15 | 5  | 14 | 58 | 58 | 0    |
| 7    | Aris Salonique    | 50  | 34 | 14 | 8  | 12 | 50 | 46 | +4   |
| 8    | Panionios         | 45  | 34 | 14 | 3  | 17 | 50 | 63 | -13  |
| 9    | PAE Kalamata (P)  | 44  | 34 | 12 | 8  | 14 | 41 | 57 | -16  |
| 10   | Ionikos Le Pirée  | 41  | 34 | 10 | 11 | 13 | 40 | 50 | -10  |
| 11   | Ethnikos Asteras  | 41  | 34 | 12 | 5  | 17 | 33 | 50 | -17  |
| 12   | AO Xanthi         | 41  | 34 | 11 | 8  | 15 | 36 | 43 | -7   |
| 13   | Paniliakos FC     | 40  | 34 | 12 | 4  | 18 | 44 | 48 | -4   |
| 14   | Panachaiki (P)    | 39  | 34 | 9  | 12 | 13 | 37 | 47 | -10  |
| 15   | AO Kavala         | 30  | 34 | 8  | 6  | 20 | 33 | 66 | -33  |
| 16   | AO Proodeftiki    | 28  | 34 | 7  | 7  | 20 | 27 | 55 | -28  |
| 17   | Apollon Smyrnis   | 24  | 34 | 6  | 6  | 22 | 30 | 59 | -29  |
| 18   | AO Trikala (P)    | 21  | 34 | 5  | 6  | 23 | 35 | 74 | -39  |

| Légende : Qualifications et relégations | Légende : Qualifications et relégations                                                                        |
| --------------------------------------- | --- |
|                                         | Ligue des champions 2000-2001 (phase de groupes)                                                               |
|                                         | Ligue des champions 2000-2001 (3e tour préliminaire)                                                           |
|                                         | Coupe UEFA 2000-2001                                                                                           |
|                                         | Poule de playoffs pour la Coupe UEFA 2000-2001                                                                 |
|                                         | Coupe Intertoto 2000                                                                                           |
|                                         | Relégué en Beta Ethniki                                                                                        |
|                                         | (T) : Tenant du titre 1998-1999 (C) : Vainqueurs de la Coupe de Grèce de football (P) : Promus de Beta Ethniki |

Le système de relégation est complexe cette saison. Les règles sont les suivantes :
- Les 17e et 18e sont relégués directement en Beta Ethniki
- Pour les 15e et 16e, on regarde l'écart de points avec le 14e du classement :
  - Si l'écart est supérieur à 5 points, le 15e et le 16e sont relégués. C'est ce qui s'est produit cette saison.
  - Si l'écart est inférieur, il y a une poule de barrage entre les clubs classés de la 14e à la 16e place, voire avec en plus le 13e s'il a moins de 5 points d'avance sur ces équipes.

#### Barrage pour la6eplace
L'AEK Athènes, vainqueur de la Coupe de Grèce et 3e du championnat, libère une place supplémentaire pour la Coupe UEFA. Pour connaître le club qualifié, une poule de barrage est organisée entre les clubs se "tenant" en 5 points à partir de la 6e place. 3 clubs participent à ces playoffs : Iraklis Salonique, l'Aris Salonique et Panionios.  
|  |    | Tournoi pour la 6e place | Pt | J | G | N | D | B.p | B.c |
|  | -- | ------------------------ | -- | - | - | - | - | --- | --- |
|  | 1. | Iraklis Salonique        | 4  | 2 | 1 | 1 | 0 | 4   | 2   |
|  | 2. | Aris Salonique           | 3  | 2 | 1 | 0 | 1 | 3   | 4   |
|  | 3. | Panionios                | 1  | 2 | 0 | 1 | 1 | 4   | 5   |

| Résultats des matchs |       |           |
| Iraklis              | 2 - 2 | Panionios |
| Aris                 | 3 - 2 | Panionios |
| Iraklis              | 2 - 0 | Aris      |

### Matchs
| Résultats (▼dom., ►ext.)                                   | AEK | ApS | Ari | EtA | Ion | Ira | Kal | Kav | OFI | Oly | Pnc | Pan | Pnl | Pnn | PAO | Pro | Xan | AO Trikala |
| AEK Athènes                                                |     | 3-0 | 2-0 | 2-1 | 5-1 | 3-2 | 6-1 | 3-0 | 1-2 | 0-2 | 3-0 | 1-2 | 1-0 | 0-1 | 2-0 | 3-2 | 4-1 | 2-1        |
| Apollon Smyrnis                                            | 3-2 |     | 3-3 | 0-1 | 0-2 | 1-0 | 1-2 | 0-2 | 1-2 | 0-1 | 0-0 | 0-3 | 0-0 | 2-1 | 3-4 | 0-2 | 0-0 | 5-2        |
| Aris Salonique                                             | 1-1 | 2-1 |     | 1-1 | 1-1 | 2-1 | 6-1 | 1-0 | 3-1 | 0-1 | 2-0 | 0-2 | 2-1 | 5-1 | 0-0 | 2-1 | 0-1 | 3-3        |
| Ethnikos Asteras                                           | 1-3 | 3-1 | 1-0 |     | 1-2 | 3-1 | 2-0 | 1-0 | 0-1 | 1-1 | 2-2 | 1-2 | 3-1 | 4-2 | 1-1 | 1-0 | 1-0 | 1-0        |
| Ionikos Le Pirée                                           | 1-1 | 1-0 | 2-2 | 3-0 |     | 1-1 | 0-1 | 2-0 | 1-1 | 1-2 | 0-0 | 2-2 | 0-2 | 2-0 | 1-0 | 2-0 | 2-1 | 5-1        |
| Iraklis Salonique                                          | 3-1 | 1-0 | 2-0 | 2-0 | 3-2 |     | 2-1 | 2-1 | 0-3 | 3-4 | 2-1 | 1-3 | 3-1 | 1-2 | 3-1 | 4-0 | 3-1 | 4-1        |
| PAE Kalamata                                               | 1-1 | 1-1 | 5-2 | 1-0 | 2-0 | 2-2 |     | 3-2 | 0-0 | 0-1 | 1-1 | 0-0 | 2-1 | 1-3 | 1-1 | 2-0 | 0-0 | 0-1        |
| AO Kavala                                                  | 0-2 | 1-3 | 1-0 | 2-0 | 0-0 | 3-1 | 0-1 |     | 0-1 | 0-5 | 0-0 | 1-4 | 2-1 | 3-7 | 1-1 | 2-1 | 1-0 | 4-1        |
| OFI Crete                                                  | 1-2 | 1-0 | 2-1 | 4-1 | 2-0 | 1-1 | 3-2 | 2-2 |     | 2-1 | 2-2 | 3-4 | 3-2 | 0-2 | 2-0 | 4-3 | 2-1 | 2-0        |
| Olympiakos                                                 | 3-0 | 2-0 | 2-0 | 5-0 | 2-0 | 1-0 | 4-1 | 5-0 | 2-0 |     | 5-1 | 2-2 | 2-1 | 5-0 | 4-1 | 4-0 | 3-2 | 3-1        |
| Panachaiki                                                 | 1-1 | 1-2 | 1-2 | 2-0 | 1-1 | 0-1 | 1-2 | 3-2 | 3-1 | 0-2 |     | 1-0 | 2-0 | 1-0 | 1-2 | 2-0 | 1-1 | 3-0        |
| Panathinaikos                                              | 1-0 | 5-0 | 3-0 | 4-0 | 5-0 | 3-0 | 5-0 | 3-0 | 3-2 | 2-0 | 7-1 |     | 3-1 | 2-1 | 1-1 | 3-1 | 2-1 | 2-0        |
| Paniliakos FC                                              | 0-1 | 2-1 | 1-2 | 2-0 | 3-0 | 4-3 | 3-1 | 2-0 | 1-2 | 0-3 | 0-0 | 0-1 |     | 3-0 | 0-4 | 4-0 | 2-0 | 1-3        |
| Panionios                                                  | 0-2 | 3-1 | 1-3 | 1-0 | 2-0 | 2-2 | 2-0 | 1-1 | 1-4 | 0-1 | 2-1 | 0-4 | 1-2 |     | 1-1 | 2-1 | 4-0 | 4-1        |
| PAOK Salonique                                             | 4-4 | 1-1 | 3-2 | 2-0 | 3-0 | 4-0 | 4-2 | 5-0 | 2-2 | 0-2 | 1-1 | 1-3 | 0-1 | 2-0 |     | 1-0 | 5-0 | 2-0        |
| AO Proodeftiki                                             | 1-4 | 2-0 | 0-1 | 1-0 | 2-2 | 0-1 | 1-2 | 1-1 | 0-0 | 0-3 | 2-2 | 1-0 | 1-1 | 1-0 | 1-0 |     | 0-0 | 1-0        |
| AO Xanthi                                                  | 2-2 | 2-0 | 0-0 | 0-0 | 2-1 | 3-0 | 1-0 | 1-0 | 1-1 | 0-1 | 1-0 | 1-3 | 1-0 | 5-0 | 1-2 | 2-1 |     | 3-0        |
| AO Trikala                                                 | 0-1 | 1-0 | 0-1 | 1-2 | 2-2 | 3-3 | 0-2 | 3-1 | 1-1 | 0-2 | 0-1 | 1-3 | 1-1 | 2-3 | 3-5 | 0-0 | 2-1 |            |
| - Victoire à domicile - Match nul - Victoire à l'extérieur |     |     |     |     |     |     |     |     |     |     |     |     |     |     |     |     |     |            |

## Bilan de la saison
| Tableau d'Honneur                |              |
| Compétition                      | Vainqueur    |
| Championnat de Grèce de football | Olympiakos   |
| Coupe de Grèce de football       | AEK Athènes  |
| Supercoupe de Grèce de football  | non disputée |

| Qualifications européennes 2000-2001  |                                                        |
| Ligue des champions 2000-2001         | Qualifiés                                              |
| Phase de groupes 3e tour préliminaire | Olympiakos Panathinaikos                               |
| Coupe UEFA 2000-2001                  | Qualifiés                                              |
| 1er tour                              | AEK Athènes OFI Crete PAOK Salonique Iraklis Salonique |

| Promotions et relégations |                                                     |
| Relégués en Beta Ethniki  | AO Kavala AO Proodeftiki Apollon Smyrnis AO Trikala |
| Promus de Beta Ethniki    | Athinaikos PAS Giannina                             |

## Statistiques

### Meilleurs buteurs
| # | Buteurs               | Clubs             | Nb de Buts |
| - | --------------------- | ----------------- | ---------- |
| 1 | Dimitris Nalitzis     | Panionios/PAOK    | 24         |
| 2 | Nikos Liberopoulos    | Panathinaikos     | 23         |
| 3 | Demis Nikolaidis      | AEK Athènes       | 22         |
| 3 | Michális Konstantínou | Iraklis Salonique | 22         |
| 5 | Ronald Gomez          | OFI Crete         | 19         |
| 6 | Alexandros Alexandris | Olympiakos        | 15         |